# Benoît Jarrier
Benoît Jarrier (* 1. Februar 1989 in Le Mans) ist ein ehemaliger französischer Radrennfahrer.

## Sportliche Laufbahn
2014 gewann Jarrier eine Etappe der Tour de Normandie und wurde Zweiter der Gesamtwertung. Bei der ersten Etappe der Tour de France 2014 machte er auf sich aufmerksam, als er die Bergwertung am Cray gewann und anschließend vorübergehend Platz zwei in der Bergwertung hinter Jens Voigt belegte. In der Gesamtwertung wurde er schließlich 152. Von 2013 bis 2018 nahm Jarrier sechsmal an Paris–Roubaix teil. Nach Ablauf der Saison 2020 beendete er seine Radsportkarriere.

## Erfolge
2014
- eine Etappe Tour de Normandie